# یوتسنباخ
یوتسنباخ (به آلمانی: Jützenbach) یک منطقهٔ مسکونی در آلمان است که در سوننشتاین (تورینگن) واقع شده‌است. یوتسنباخ ۵۴۴ نفر جمعیت دارد.